# ThyssenKrupp Veerhaven
ThyssenKrupp Veerhaven B.V is een duwvaartrederijen actief in de droge bulksector. Het bedrijf werd in 1967 opgericht als onderdeel van het Duitse Thyssen-concern. ThyssenKrupp Veerhaven speelt een belangrijke rol bij de aanvoer van grondstoffen, ijzererts en steenkool, van de havens van Rotterdam en Amsterdam naar de hoogovens van ThyssenKrupp in Duisburg. In 2002 werd de naam Veerhaven veranderd in ThyssenKrupp Veerhaven B.V. In 2012 werkten circa 170 mensen bij het bedrijf. Het bedrijf heeft drie afdelingen, waarvan de afdeling Rijnvaart het grootst is. 

## Rijnvaart
De afdeling Rijnvaart is verantwoordelijk voor het massagoedtransport van  zo'n 60.000 - 80.000 ton ertsen en kolen per dag. De grondstoffen worden geladen bij de overslagbedrijven zoals Ertsoverslagbedrijf Europoort, Europees Massagoed Overslagbedrijf, European Bulk Services en  OBA Bulk Terminal Amsterdam. De duwboten varen via het Hartelkanaal, Oude Maas, Merwede, Waal en Rijn naar de loshaven in Schwelgern waar de hoogovens van ThyssenKrupp Steel staan. Dit is een afstand van 240 kilometer. Stroomopwaarts en dus geladen duurt de reis 24 à 26 uur en stroomafwaarts, leeg, ongeveer 12 uur. De duwboten varen continu, dat wil zeggen 24 uur per dag en 365 dagen per jaar.
De vloot van ThyssenKrupp Veerhaven bestaat uit 7 duwboten, 1 havenduwboot en ca. 70 duwbakken en 2 inspectieboten. Als extra capaciteit noodzakelijk is dan wordt deze ingehuurd bij partnerrederijen. Deze varen op contractbasis voor het bedrijf. In totaal bestaat de vloot, in eigendom en ingehuurd, uit 10 duwboten en ongeveer 100 duwlichters. De duwbakken van het type Europa II hebben een laadcapaciteit van 2.800 ton. Een vier-baks duweenheid met een lengte van 193 meter en een breedte van 22,80 meter en vervoert 11.000 ton per reis. Een zes-baks duweenheid is 269,50 meter lang en vervoert per keer circa 16.000 ton. 
In maart 2013 werd de duwboot Neushoorn in dienst genomen door ThyssenKrupp Veerhaven. Deze duwboot is 40 meter lang en 15 meter breed. De duwboot is uitgerust met drie motoren elk met een vermogen van 1.380 kW. Bij vollast verbruiken de motoren 1.000 liter gasolie per uur. De Neushoorn zal op jaarbasis zo’n 200 reizen maken tussen Rotterdam en Duisburg en legt daarmee een afstand van ongeveer 100.000 kilometer af. Met 8.000 draaiuren zal de Neushoorn en zes duwbakken ruim 2 miljoen ton lading per jaar vervoeren. De Neushoorn is het vierde schip in het vernieuwingsprogramma van de rederij. Eerder werden de Orka (2007), IJsbeer (2010) en Waterbuffel (2012) geleverd. De Neushoorn is als enige uitgerust met motoren die ook vloeibaar aardgas kunnen verstoken. LNG is goedkoper dan gasolie en ook de uitstoot van schadelijke stoffen is minder.

## Cargadoor
Een cargadoorsafdeling die zorgt voor de afhandeling van zeeschepen en bulklading in de Nederlandse zeehavens. Jaarlijks klaart de afdeling zo’n 22 miljoen ton droge bulklading in en als scheepsagent behandelt zij ongeveer 600 zeeschepen. 

## Nautisch Technische Dienst
De afdeling Nautisch Technische Dienst zorgt voor het onderhoud van de vloot van ThyssenKrupp Veerhaven en werkt hierbij nauw samen met scheepswerven, motorfabrikanten en overige leveranciers.